# جردن آرچر
جردن آرچر (انگلیسی: Jordan Archer؛ زاده ۱۲ آوریل ۱۹۹۳) یک بازیکن فوتبال اهل انگلستان است.